# وائل فقيهي
وائل يحيى فقيهي، لاعب كرة قدم سعودي ، يلعب في نادي النور.

## مسيرة اللاعب
بدأ مع نادي القادسية و صعد للفريق الأول في عام 2019 و أعير إلى نادي التقدم ونادي الساحل ونادي الوشم و لعب بعدها مع نادي النهضة ونادي قلوة ونادي الإعتماد ونادي النور.